# ニッキー・ウィーバー
ニッキー・ウィーバー（Nicky Weaver 、1979年3月2日 - ）は、イングランド・シェフィールド出身の元プロサッカー選手、現サッカー指導者。現役時代のポジションはGK。

## 経歴

### クラブ
1995年、マンスフィールド・タウンFCでプロキャリアをスタート。
1997年にマンチェスター・シティFCに移籍すると、中心選手として活躍。1999年のジリンガムFCとの昇格プレーオフ決勝ではPK戦でPKをストップしプレミアリーグ昇格に貢献した。2002-03シーズン以降はピーター・シュマイケル、デビッド・シーマン、ディビッド・ジェームスの加入もあってベンチで過ごすことが多くなり、2007年に退団した。マンチェスター・シティでは最終的に10シーズンプレーし、全公式戦で207試合に出場した。
シティ退団後はチャールトン・アスレティック、ダンディー・ユナイテッド、バーンリー、シェフィールド・ウェンズデイ、アバディーンでプレーした。
2014年に引退。現在は古巣シェフィールド・ウェンズデイのアカデミーでゴールキーパーコーチをしている。

## 所属クラブ
プロ
- マンスフィールド・タウンFC 1995-1997
- マンチェスター・シティFC 1997-2007

→シェフィールド・ウェンズデイFC 2005-2006 (loan)
- チャールトン・アスレティックFC 2007-2009
- ダンディー・ユナイテッドFC 2009-2010
- バーンリーFC 2010
- シェフィールド・ウェンズデイFC 2010-2013
- アバディーンFC 2013-2014

## 代表歴
- イングランドU-21
  - UEFA U-21欧州選手権2000

## タイトル
マンチェスター・シティ
- フットボールリーグ・チャンピオンシップ: 2001–2002

アバディーン
- スコティッシュリーグカップ: 2013–14